# Amytornis woodwardi
Amytornis woodwardi là một loài chim trong họ Maluridae.